# Psychotria angustata
Psychotria angustata är en måreväxtart som beskrevs av Nils Johan Andersson. Psychotria angustata ingår i släktet Psychotria och familjen måreväxter. Inga underarter finns listade i Catalogue of Life.